# استارباکس
استارباکس (به انگلیسی: Starbucks) شرکت کافی‌شاپ‌های زنجیره‌ای چندملیتی آمریکایی است که با در اختیار داشتن شبکه گسترده‌ای از ۲۸،۲۱۸ شعبه در کشورهای مختلف، بزرگ‌ترین کافی‌شاپ زنجیره‌ای در جهان محسوب می‌شود. شرکت استارباکس در سال ۱۹۷۱ توسط جری بالدوین، زو سیگل و گوردون بوکر تأسیس شد. دفتر مرکزی این شرکت در ساختمان استارباکس سنتر در سیاتل، واشینگتن مستقر می‌باشد.

## تاریخچه
نخستین کافی‌شاپ با نام استارباکس در ۳۱ مارس ۱۹۷۱ در شهر سیاتل با همکاری سه دوست، یک معلم زبان انگلیسی به نام جری بالدوین، یک معلم تاریخ به نام زو سیگل و نویسنده‌ای به نام گوردون بوکر که در دانشگاه سان فرانسیسکو با هم آشنا شده بودند کار خود را آغاز نمود. مشوق این سه نفر در راه‌اندازی مکان فوق که در آن دانه قهوه و تجهیزات مختلف مرتبط با آن به فروش می‌رسید، شخصی به نام آلفرد پیت بود که چگونگی برشته‌کاری قهوه را به آنها آموزش داد. این فروشگاه واقع در محله پایک پلیس کماکان به فعالیت مشغول است.
در سال ۱۹۸۲ مؤسس اصلی این شرکت، هاوارد شولتز با پیشنهاد فروش اسپرسو و قهوه، به جمع شرکا پیوست. در آن زمان، بیشتر مردم معتقد بودند که قهوه باید تنها در منازل افراد تهیه شود؛ لذا پیشنهاد شولتز از جانب سه شریک دیگر پذیرفته نشد. از نظر آن‌ها ورود به عرصه فروش نوشیدنی، باعث انحراف مسیر و مانع از رسیدن به هدف مورد نظرشان می‌شد.
در سال ۱۹۸۵، شولتز به تنهایی یک سری کافی شاپ زنجیره‌ای را تحت نام «ایل جورناله» تأسیس نمود. در سال ۱۹۸۷ مالکان استارباکس، حق امتیاز فروشگاه‌های خود را به شولتز واگذار نمودند. شولتز به سرعت این دو مجموعه را با هم ادغام نمود و به گسترش کافی‌شاپ استارباکس در کشورهای مختلف مشغول شد. نخستین کافی‌شاپ‌های زنجیره‌ای استارباکس در همان سال، در شهرهای شیکاگو در آمریکا و ونکوور در کانادا تأسیس شدند.
در سال ۱۹۹۶ نخستین کافی‌شاپ استارباکس در خارج از آمریکای شمالی در شهر توکیو در ژاپن راه اندازی شد.
در سال ۱۹۹۸ فروشگاه‌های این شرکت در کشور بریتانیا نیز با استقبال فراوان روبرو شد.
در ماه آوریل سال ۲۰۰۳، کافی شاپ‌های استارباکس به عنوان بهترین عرضه‌کننده قهوه در سیاتل، واشینگتن انتخاب شد و شمار شعبه‌های آن در سراسر جهان به‌شمار ۶۴۰۰ رسید.

## شعبه‌ها

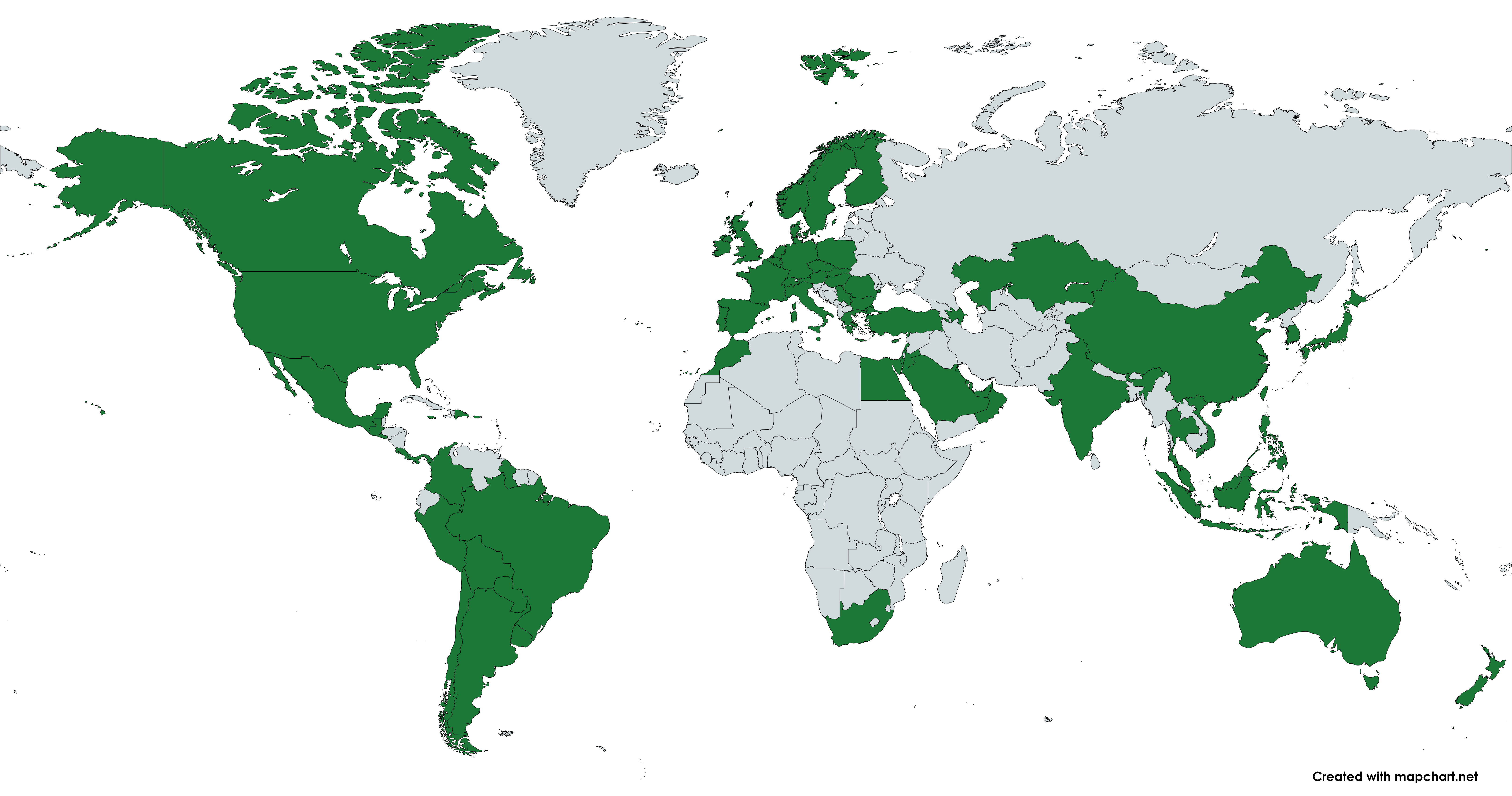
شعبات استارباکس در سراسر جهان

از مجموع ۲۰٬۷۳۷ شعبه استارباکس در سال ۲۰۱۴ شمار ۱۲٬۹۳۷ شعبه در ایالات متحده، ۱٫۲۷۳ شعبه در کانادا و ۹۷۱ شعبه در ژاپن و بقیه شعب در کشورهای دیگر، مانند مکزیک، چین، بریتانیا، استرالیا، ایرلند، فرانسه، آلمان، عربستان سعودی، ترکیه، اسپانیا، اتریش، اندونزی، یونان، شیلی، پرو، نیوزیلند، مالزی، لبنان، و امارات متحده عربی قرار دارند.

## محصولات و خدمات
علاوه بر انواع قهوه دم‌کردنی و اسپرسو، در کافی‌شاپ‌های استارباکس چای، انواع نوشیدنی‌های داخل بطری، شیرینی، ساندویچ‌های آماده و گونه‌ای میلک‌شیک قهوه اختصاصی استارباکس با نام «فراپوچینو» نیز سرو می‌شود.
در فروشگاه‌های واقع در شهرهای سیاتل، شیکاگو و چند شهر دیگر، صبحانه شامل تخم‌مرغ، همبرگر، پنیر، شیرینی کره‌ای (مافین)، ساندویچ و اسفناج نیز به مشتریان ارائه می‌شود. ثابت بودن قیمت‌ها در فروشگاه‌های استارباکس یکی از قوانین این شرکت است.

## اعتراضات
در دسامبر سال ۲۰۱۲ فعالان مدنی بریتانیا در اعتراض به خودداری استارباکس از پرداخت مالیات در این کشور، در مقابل شعبات این قهوه‌خانه در مناطق مختلف این کشور تجمع کردند. استارباکس که صدها شعبه در نقاط مختلف بریتانیا دارد، متهم شد که با توسل به شیوه‌های مختلف، از پرداخت مالیات در این کشور خودداری کرده‌است.

## اعتراض به دونالد ترامپ
در ژانویه ۲۰۱۷ پس از فرمان اجرایی ۱۳۷۶۹ دونالد ترامپ، رئیس‌جمهور ایالات متحده آمریکا در ارتباط با ممنوعیت‌های مهاجرتی بر ورود مهاجران از هفت کشور عمدتاً مسلمان به آمریکا، استارباکس متعهد شد که تا در پنج سال، ده‌هزار پناهجو را در سطح جهان استخدام کند. استخدام این نیروها نخست از آمریکا آغاز شده و بر افرادی تمرکز می‌کند که یا در خدمت یا در همکاری با نیروهای نظامی ایالات متحده آمریکا بوده‌اند.
هاوارد شولتز در یک نامه سرگشاده به کارکنان شرکت گفت که دستور دونالد ترامپ موجب سردرگمی، شگفتی و تضاد می‌شود.

## نژادپرستی
آوریل ۲۰۱۸ در پی گزارش‌هایی مبنی بر رفتار نژادپرستانه با برخی مشتریان سیاه‌پوست از سوی کارکنان این شرکت در یکی از شعبه‌های آن در فیلادلفیا، پنسیلوانیا، استارباکس ضمن عذرخواهی و برکناری مدیر شعبه، اعلام کرد که همه شعبه‌های آن در آمریکا، در ۲۹ مه ۲۰۱۸ برای یک روز تعطیل می‌شوند تا حدود ۱۷۵ هزار تن از کارکنان و مدیران ۸۰۰۰ فروشگاه این شرکت دربارهٔ جلوگیری از پیشداوری‌های نژادی و رفتار با مشتریان آموزش ببینند.

## کاهش ارزش و سقوط سهام در پی حمایت از اسراییل
اتحادیه کارگران فروشگاه های زنجیره ای استارباکس پس از عملیات طوفان الاقصی در هفتم اکتبر به صورت علنی از مردم غزه حمایت کرد که شکایت مقامات استارباکس از این اتحادیه را به همراه داشت و آنها اعلام کردند که حرف ها و موضع گیری های اتحادیه کارگران در حمایت از فلسطینیان، موضع آن اتحادیه است و ربطی به استارباکس ندارد. از این موضع مقامات استارباکس به عنوان حمایت از رژیم اسرائیل و علیه فلسطینیان برداشت شد و فراخوان هایی برای تحریم محصولات آن را به راه افتاد.  
نیوزویک گزارش داد کمپین های تحریم استارباکس به دلیل حمایت از صهیونیست ها تنها در دو ماه منجر به کاهش ۱۱ میلیارد دلاری ارزش آن در بازار و سقوط ۱۲ درصدی سهام استارباکس شده است.

## آلودگی زیست‌محیطی
در سال ۲۰۱۸، کوین جانسن، رئیس و مدیر عامل استارباکس اعلام کرد که استارباکس به دلیل نگرانی‌های مربوط به تغییرات اقلیمی، آلودگی دریایی و تأثیر مستقیم آن بر زندگی دریایی، نی نوشیدنی پلاستیکی یک بار مصرف را تا اول ژانویه ۲۰۲۰ از اغلب نوشیدنی‌های ترکیبی و سرد بیرون‌بر خود در سراسر شعب رسمی حذف می‌کند.

## نگارخانه

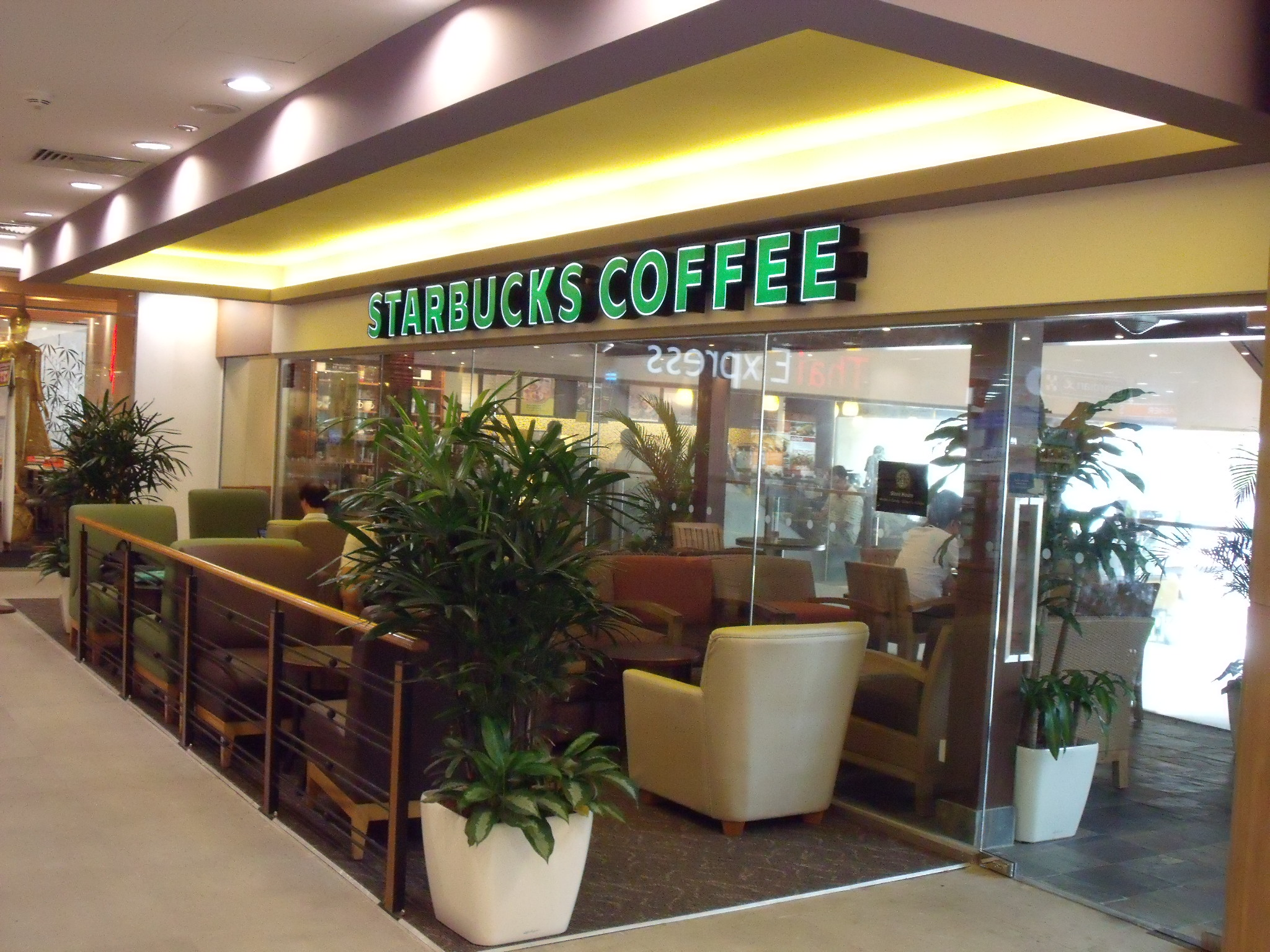
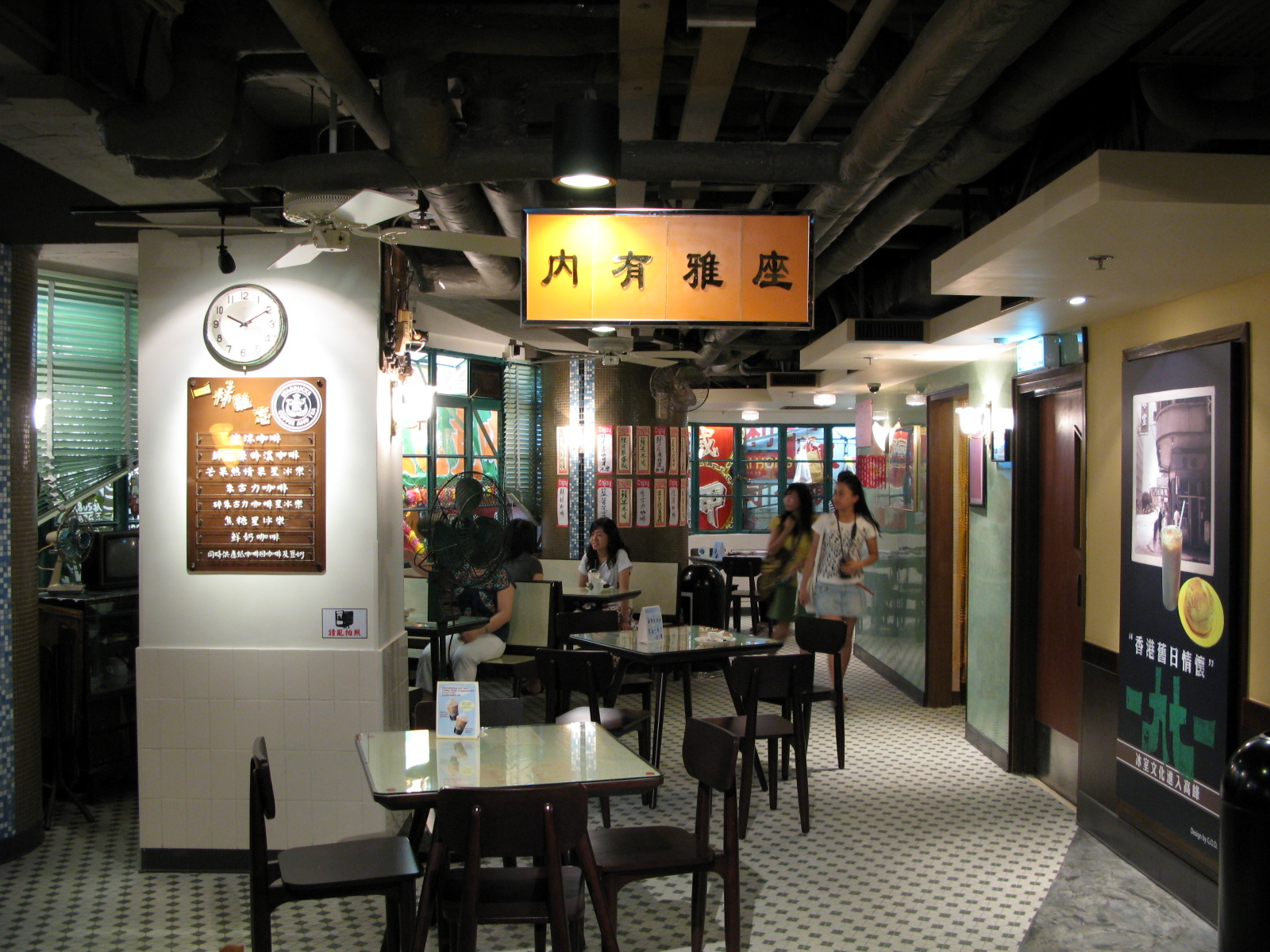
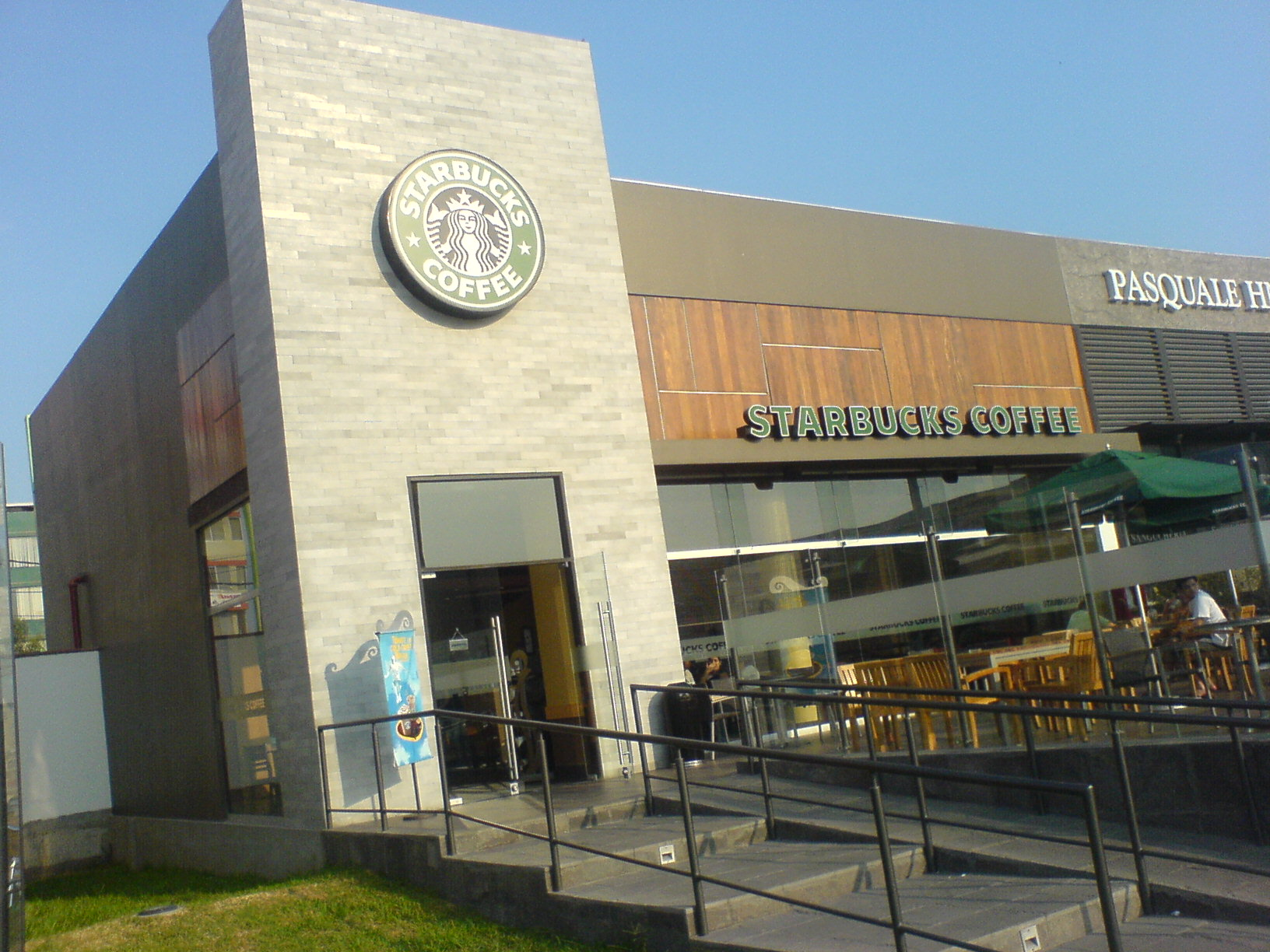
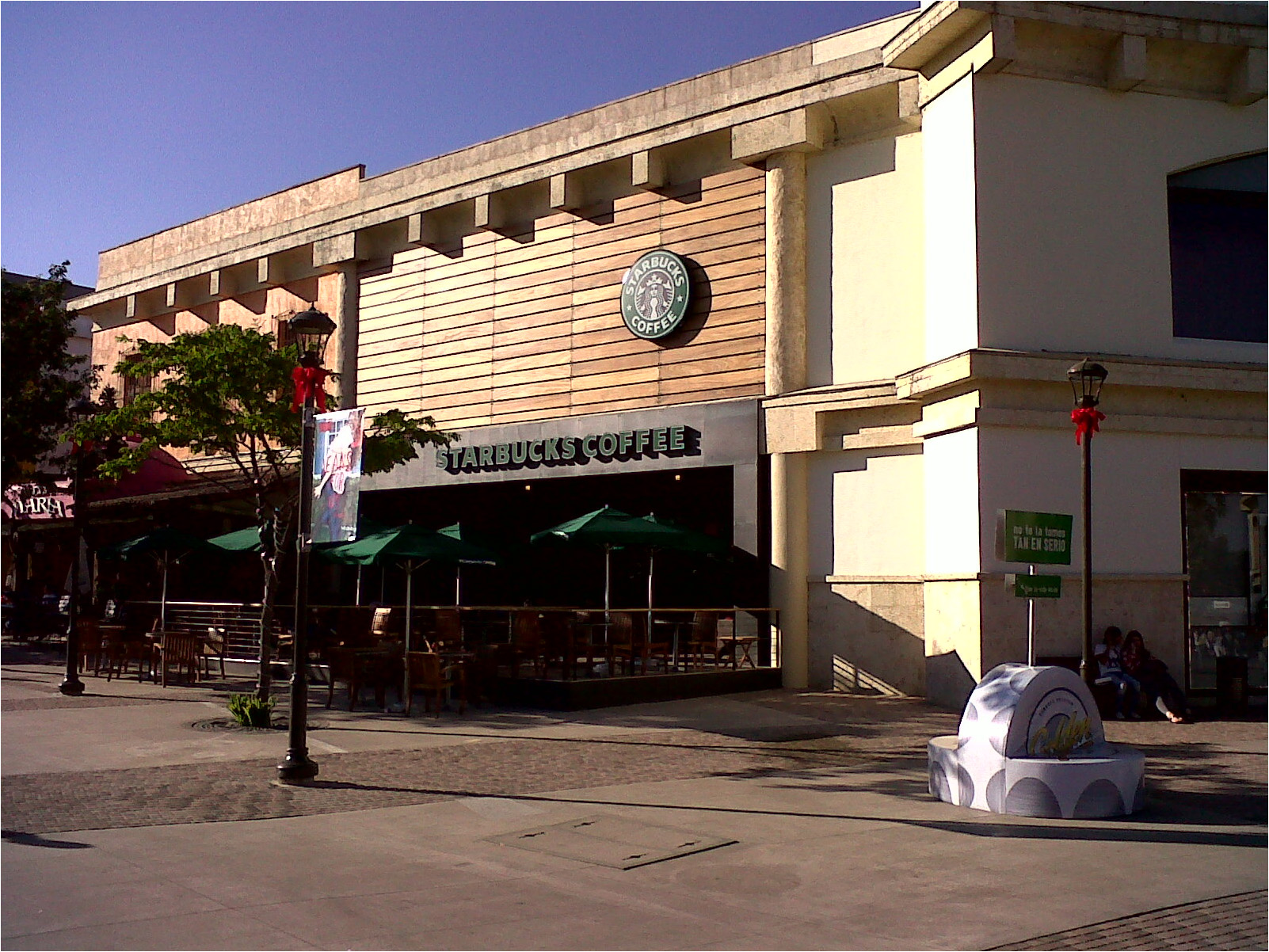
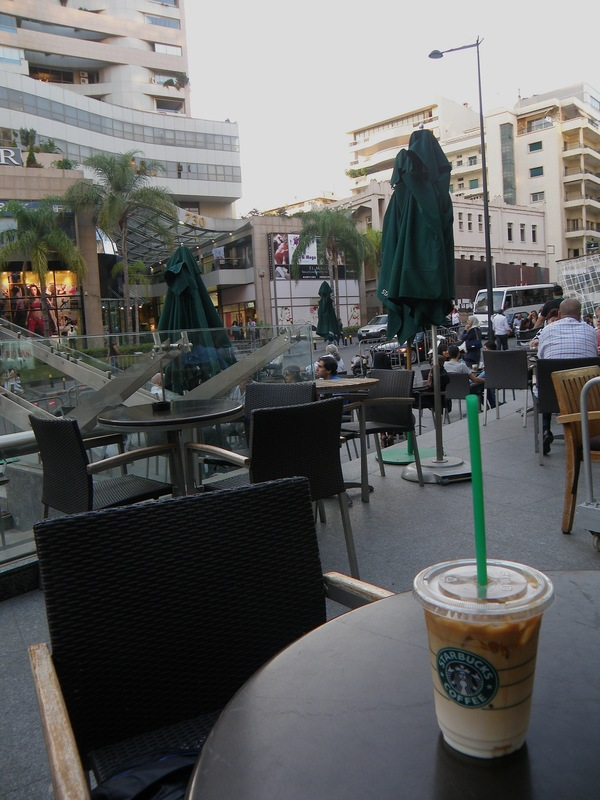
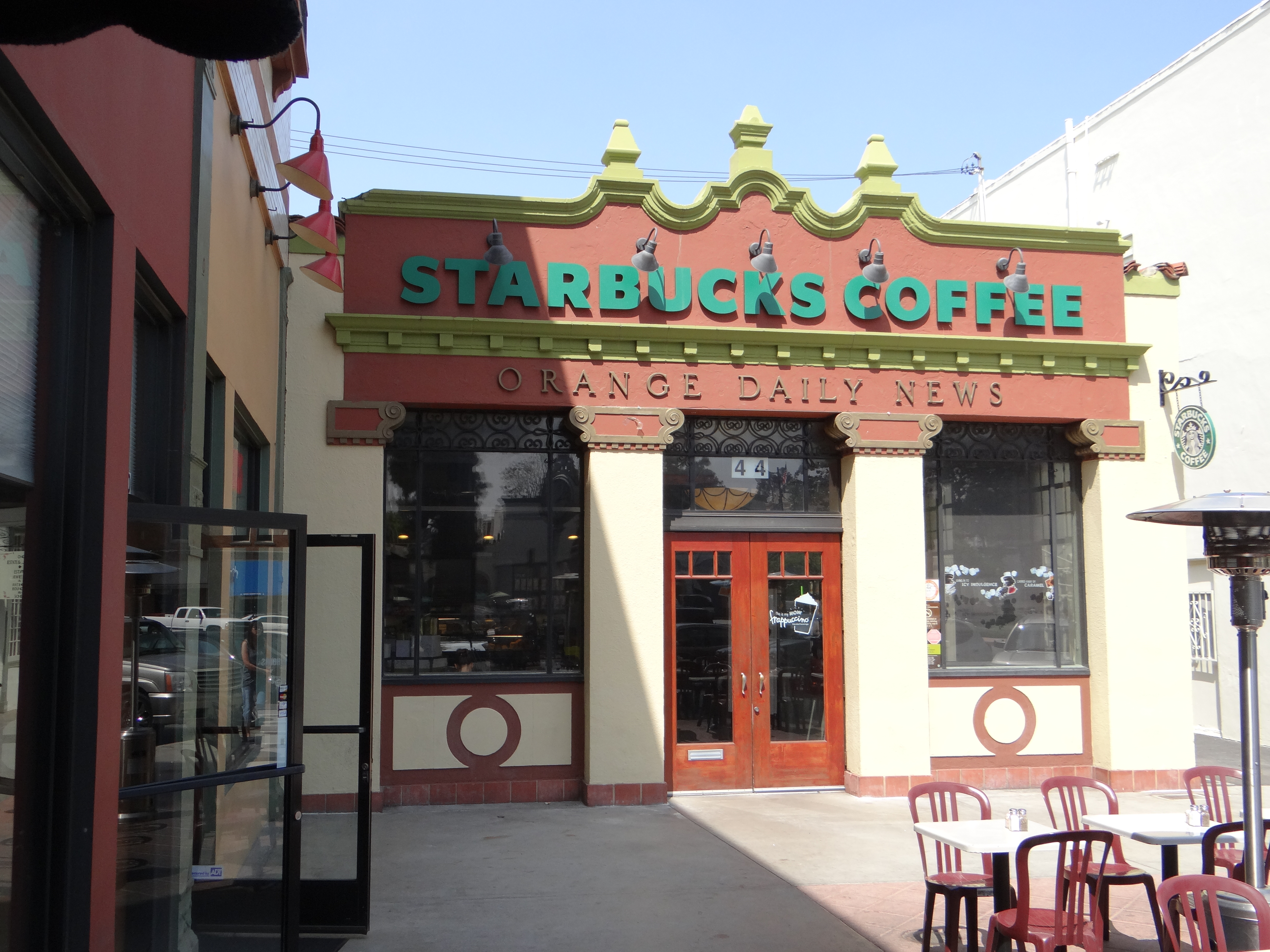